# Wolfgang Bartels (Skirennläufer)
Wolfgang Bartels (* 14. Juli 1940 in Bischofswiesen; † 6. Februar 2007 in Ramsau bei Berchtesgaden) war ein deutscher Skirennläufer. Zusammen mit Ludwig Leitner gehörte er Anfang der 1960er Jahre zu den besten Abfahrern des Deutschen Skiverbandes (DSV). Zwischen 1962 und 1964 wurde er dreifacher Deutscher Meister in Abfahrt und Slalom. Seinen international größten Erfolg feierte er 1964 bei den Olympischen Winterspielen in Innsbruck mit dem Gewinn der Bronzemedaille in der Abfahrt. Nach dem Ende seiner aktiven Laufbahn arbeitete er erfolgreich als Skitrainer und Gastwirt.

## Werdegang
Bartels wurde als Sohn eines Ramsauer Gastwirtes in Bischofswiesen geboren. Im Alter von drei Jahren stand er erstmals auf Skiern. Unter der Obhut der Trainer des Ski-Klubs Ramsau konnte er sein Talent entfalten und ließ bereits als Jugendlicher durch zahlreiche Erfolge aufhorchen. 1957 siegte er in Berchtesgaden bei dem im Rahmen der Deutschen Jugendspiele ausgetragenen Slalomlauf und in der Kombinationswertung in der Altersklasse der 14- bis 16-Jährigen. Zwei Jahre später wurde er in Hausham Deutscher Jugendmeister im Riesenslalom, Slalom und in der Kombination. Danach unterbrach die Einberufung in die Bundeswehr zunächst seine sportliche Entwicklung. Bis zum Juli 1961 diente er bei den Gebirgsjägern in Bad Reichenhall.
Anfang der sechziger Jahre erreichte er bei vielen internationalen Skirennen Spitzenplätze, unter anderem mit einem Sieg im Riesenslalom beim Kriterium des ersten Schnees in Val-d’Isère 1962/63 sowie mit zwei Siegen in den Abfahrten der 3-Tre-Rennen in Madonna di Campiglio 1963 und 1964. 1963 führte er in der Weltrangliste in der Abfahrt.
Wenige Monate nach seinem Olympiaerfolg verunglückte Bartels in der Nacht zum 23. April 1964 auf der B 20 schwer mit dem Auto, als er in einer Kurve von der Straße abkam. Die Insassen eines nachfolgenden Fahrzeugs zogen die Männer aus dem Auto, das bei Eintreffen der Feuerwehr bereits ausgebrannt war. Ein Mitfahrer starb, ein anderer wurde schwer verletzt. Er wurde hierfür im Februar 1965 vor Gericht zu einer Geld- und Bewährungsstrafe sowie einem einjährigen Führerscheinentzug verurteilt. Nach seiner Wiedergenesung konnte er nicht mehr an seine frühere Leistungsstärke anknüpfen und schied aus den DSV-Kadern aus. Bartels wirkte an dem 1964–66 gedrehten Film Ski-Faszination von Willy Bogner junior mit.
Von 1967 bis 1976 war er für den Deutschen Skiverband als Abfahrtstrainer tätig. Unter seiner Ägide drangen die beiden Schwestern Maria und Irene Epple in die Weltspitze vor. Bei den Herren formte er Michael Veith und Sepp Ferstl zu internationalen Spitzenfahrern. Schließlich führte er 1976 Rosi Mittermaier bei den Olympischen Winterspielen zur Goldmedaille in der Abfahrt.
Nach seiner Sportkarriere widmete er sich dem Gasthof Wörndlhof in Hintersee, den er zusammen mit seiner Frau Margit von seinen Eltern übernommen hatte.

## Auszeichnungen
Für seine Erfolge zeichnete ihn Bundespräsident Heinrich Lübke mit dem Silbernen Lorbeerblatt aus. Sein Heimatverein SK Ramsau ernannte ihn im Jahr 2000 zum Ehrenmitglied.